# Farsodecticus
Farsodecticus is een geslacht van rechtvleugeligen uit de familie sabelsprinkhanen (Tettigoniidae). De wetenschappelijke naam van dit geslacht is voor het eerst geldig gepubliceerd in 1991 door Mirzayans.

## Soorten
Het geslacht Farsodecticus  is monotypisch en omvat slechts de volgende soort:
- Farsodecticus abaicus (Mirzayans, 1991)